# Metropolis (manga)
Pour les articles homonymes, voir Metropolis.
Autre
Metropolis (メトロポリス, Metoroporisu) est un manga one shot d'Osamu Tezuka publié en 1949 au Japon par Kōdansha, puis réédité en 1979 dans la collection des œuvres complètes de Tezuka. L'édition française est éditée par Taifu Comics en 2005.

## Inspiration
Osamu Tezuka aurait eu l'idée de créer ce manga à partir d'une photo du fameux film Metropolis de Fritz Lang qui date de 1927, d'où une différence d'histoire malgré un univers commun.

## Adaptation cinématographique
En 2001, le manga est adapté en film d'animation par Rintarō, ancien collaborateur de Tezuka, sous le même titre.